# Trifolium lanceolatum
Trifolium lanceolatum är en ärtväxtart som först beskrevs av Jan Bevington Gillett, och fick sitt nu gällande namn av Jan Bevington Gillett. Trifolium lanceolatum ingår i släktet klövrar, och familjen ärtväxter. Inga underarter finns listade i Catalogue of Life.